# دائرة مصطفى بن إبراهيم
دائرة مصطفى بن إبراهيم دائرة إدارية في ولاية سيدي بلعباس شمال غرب الجزائر. مركزها وأهم بلدياتها مصطفى بن إبراهيم.

## بلديات
تضم دائرة مصطفى بن إبراهيم بلديات : مصطفى بن إبراهيم ، بلعربي ، تلموني و زروالة.